# ريان البقمي
ريان خالد البقمي من مواليد ولد 1992/8/31 لاعب كرة قدم سعودي محترف، يلعب في مركز الوسط المتأخر يلعب حالياً في نادي المجد.

## مسيرة ا للاعب
كان يلعب في درجة الشباب في نادي النصر وصعد إلى الفريق الأول في موسم 2014-2015 ولعب بعدها مع نادي نجران ونادي الطائي ونادي الوحدة ونادي وج ونادي النهضة ونادي النجمة ونادي التضامن ونادي الزلفي ونادي الروضة ونادي النجوم ونادي رضوى ونادي المجد.

## الحياة الشخصية
ريان هو شقيق اللاعب سلمان البقمي.

## روابط خارجية
- ريان البقمي على موقع Soccerway.com (الإنجليزية)